# Rinaldo II di Bar
Rinaldo II di Bar o di Mousson in francese Renaud II de Bar (1120 circa – 25 luglio/25 Novembre 1170), fu Conte di Bar, di Mousson, dal 1150 alla sua morte.

## Origine
Secondo la  Chronica Albrici Monachi Trium Fontium  Rinaldo era il figlio maschio secondogenito del Conte di Bar, di Mousson, Rinaldo I, e della sua seconda moglie, Gisela di Vaudémont, figlia di Gerardo I, Conte di Vaudémont e della sua seconda moglie Heilwig von Egisheim, nipote di papa Leone IX.
Ancora secondo la  Chronica Albrici Monachi Trium Fontium  Rinaldo I di Bar era il figlio maschio primogenito del Conte di Bar, di Mousson, di Montbéliard, Altkirch e Ferrette, Teodorico II e della moglie, Ermetrude di Borgogna, che, secondo il documento n° 3830 del Recueil des chartes de l'abbaye de Cluny (Paris), Tome V era la figlia femmina primogenita del conte di Borgogna e conte di Mâcon, Guglielmo I detto il Grande o l'Ardito; la madre di Ermetrude era Stefania di Borgogna (circa 1035 – dopo il 1088), di cui non si conoscono con esattezza gli ascendenti.

## Biografia
Secondo lo storico, Georges Poull, nel suo libro La Maison souveraine et ducale de Bar (1994) (non consultato), suo padre, Rinaldo I, rivendicò le proprietà che Goffredo di Buglione aveva venduto al vescovo di Verdun, con la clausola che avrebbe dovuto riaverle al suo ritorno dalla prima crociata, dichiarandosi erede di Goffredo, e, nel 1134, occupò il castello di Buglione, lasciandolo, nel 1141, dopo che il vescovo lo aveva assediato ed il figlio primogenito Ugo era morto;; secondo la  Chronica Albrici Monachi Trium Fontium  morì pazzo (insaniam versus, mortus est), mentre sempre secondo la  Chronica Albrici Monachi Trium Fontium , il figlio secondogenito, Rinaldo, si era messo in salvo (alter vero Raynaldus minor Deo permittente evasit incolumis).
Rinaldo viene citato in due documenti delle Præmonstratensis Annales (non consultati): il primo riporta che, assieme al padre ed al fratello, Ugo, fecero una donazione, mentre il secondo, del 1141, conferma la donazione di cui sopra
Ancora secondo Georges Poull, suo padre, Rinaldo I, assieme ai figli, Rinaldo e Teodorico, partì per la seconda Crociata, nel 1147, e morì, mentre era in navigazione nel Mar Mediterraneo, durante il rientro in patria.
Rinaldo succedette al padre, come Rinaldo II, Conte di Bar, di Mousson.
Rinaldo portò avanti la politica del padre e prima del nonno, avversando il vescovo di Metz ed il Duca di Lorena, Mattia I.
Rinaldo morì il 25 luglio/25 Novembre 1170; la  Chronica Albrici Monachi Trium Fontium  riporta che morì il giorno della festività di San Lorenzo del 1170 (in festo sancti Laurentii mortus est comes Barri iunior Raynaldus); secondo gli Obituaires de la province de Sens. Tome 2, Rinaldo (Rainaldus comes Barrensis pater Rainaldi Carnotensis episcopi) morì il, 26 luglio (VII Kal Aug). Sempre secondo la  Chronica Albrici Monachi Trium Fontium  fu sepolto nell'Abbazia di Saint-Mihiel.
Alla morte di Rinaldo, gli succedette il figlio primogenito, Enrico, come Enrico I, Conte di Bar, di Mousson, ancora minorenne sotto la reggenza della madre, Agnese di Blois o di Champagne.

## Matrimoni e discendenza
Nel 1155 circa, come ci conferma la Genealogica ex Stirpe Sancti Arnulfi descendentium Mettensis, Rinaldo (Rainaldus frater Theoderici electi Metensis) aveva sposato Agnese di Blois o di Champagne, che era la figlia femmina secondogenita del conte di Blois, di Chartres e di Châteaudun, Provins, signore di Sancerre e Amboise (Tebaldo IV), e poi conte di Conte di Champagne (conte di Troyes e conte di Meaux Tebaldo II), Tebaldo (filia comitis Campanie) e della moglie, che sempre secondo la Chronica Albrici Monachi Trium Fontium era Matilde di Carinzia ( ca. 1106; † 1160) del Casato degli Sponheim, figlia del Margravio d'Istria, duca di Carinzia e reggente della Marca di Verona, Enghelberto e di Uta di Passau. Agnese era anche sorella della regina di Francia, Adele (soror regine Francie).
Agnese, rimasta vedova nel 1070, assunse la reggenza delle contee a nome del figlio, Enrico I, sino al 1174, quando Enrico fu maggiorenne.
Agnese (Agnes comitissa Montionis) morì nel 1207, il 7 agosto (VII Id Aug), come ci riportano gli Obituaires de Sens Tome II, Eglise cathédrale de Chartres, Obituaire du xii siècle.Agnese fu sepolta nell'Abbazia delle Tre Fontane, nel comune di Trois-Fontaines-l'Abbaye, fu fondata nel 1118 presso la diocesi di Châlons-en-Champagne.
Rinaldo da Agnese ebbe quattro figli, come conferma anche la  Chronica Albrici Monachi Trium Fontium :
- Enrico (1158-1190), Conte di Bar, di Mousson[21]
- Teobaldo (1158-1214), Conte di Bar, di Mousson[22]
- Rinaldo († 1217), vescovo di Chartres (Renaud de Bar, dal 1182 al 1217)[23]
- Ugo († 29 luglio 1192)[24], Canonico a Chartres,

## Ascendenza
|                        |   |                         | Genitori                  |  |  | Nonni |  |  | Bisnonni              |  |  | Trisnonni             |  |
|                        |   |                         |                           |  |  |       |  |  | Luigi di Montbelliard |  |  | Rickwin di Charpeigne |  |
|                        |   |                         |                           |  |  |       |  |  | Luigi di Montbelliard |  |  | Rickwin di Charpeigne |  |
|                        |   | Matilde di Egisheim     |                           |  |  |       |  |  | Luigi di Montbelliard |  |  |                       |  |
| Teodorico II di Bar    |   |                         |                           |  |  |       |  |  | Luigi di Montbelliard |  |  |                       |  |
|                        |   | Sofia di Bar            | Federico II di Lotaringia |  |  |       |  |  |                       |  |  |                       |  |
|                        |   | Sofia di Bar            | Federico II di Lotaringia |  |  |       |  |  |                       |  |  |                       |  |
|                        |   | Sofia di Bar            | Matilde di Svevia         |  |  |       |  |  |                       |  |  |                       |  |
| Rinaldo I di Bar       |   | Sofia di Bar            |                           |  |  |       |  |  |                       |  |  |                       |  |
|                        |   | Guglielmo I di Borgogna | Rinaldo I di Borgogna     |  |  |       |  |  |                       |  |  |                       |  |
|                        |   | Guglielmo I di Borgogna | Rinaldo I di Borgogna     |  |  |       |  |  |                       |  |  |                       |  |
|                        |   | Guglielmo I di Borgogna | Alice di Normandia        |  |  |       |  |  |                       |  |  |                       |  |
| Ermentrude di Borgogna |   | Guglielmo I di Borgogna |                           |  |  |       |  |  |                       |  |  |                       |  |
|                        |   | Stefania di Borgogna    | …                         |  |  |       |  |  |                       |  |  |                       |  |
|                        |   | Stefania di Borgogna    | …                         |  |  |       |  |  |                       |  |  |                       |  |
|                        |   | Stefania di Borgogna    | …                         |  |  |       |  |  |                       |  |  |                       |  |
| Rinaldo II di Bar      |   | Stefania di Borgogna    |                           |  |  |       |  |  |                       |  |  |                       |  |
|                        | … | …                       |                           |  |  |       |  |  |                       |  |  |                       |  |
|                        | … | …                       |                           |  |  |       |  |  |                       |  |  |                       |  |
|                        | … | …                       |                           |  |  |       |  |  |                       |  |  |                       |  |
| Gerardo I di Vaudémont | … |                         |                           |  |  |       |  |  |                       |  |  |                       |  |
|                        |   | …                       | …                         |  |  |       |  |  |                       |  |  |                       |  |
|                        |   | …                       | …                         |  |  |       |  |  |                       |  |  |                       |  |
|                        |   | …                       | …                         |  |  |       |  |  |                       |  |  |                       |  |
| Gisela di Vaudémont    |   | …                       |                           |  |  |       |  |  |                       |  |  |                       |  |
|                        |   | …                       | …                         |  |  |       |  |  |                       |  |  |                       |  |
|                        |   | …                       | …                         |  |  |       |  |  |                       |  |  |                       |  |
|                        |   | …                       | …                         |  |  |       |  |  |                       |  |  |                       |  |
| Heilwig di Egisheim    |   | …                       |                           |  |  |       |  |  |                       |  |  |                       |  |
|                        |   | …                       | …                         |  |  |       |  |  |                       |  |  |                       |  |
|                        |   | …                       | …                         |  |  |       |  |  |                       |  |  |                       |  |
|                        |   | …                       | …                         |  |  |       |  |  |                       |  |  |                       |  |
|                        |   | …                       |                           |  |  |       |  |  |                       |  |  |                       |  |